# Главани
Главани (укр. Главані) — село, относится к Арцизскому району Одесской области Украины.
Население по переписи 2024 года составляло 2010 человек. Почтовый индекс — 68434. Телефонный код — 4845. Занимает площадь 2,96 км². Код КОАТУУ — 5120481401.

## Историческая справка
Село основано в 1830 году выходцами из с. Главан Старозагорского округа Болгарии. По данным М. Дихана село основали 84 семейства (335 чел.). Существуют следующие версии о происхождении названия села Главан в Болгарии:
1. Село получило своё название благодаря уму и находчивости Ивана Колаксызова (сельского судебного представителя в Одринском (Адрианопольском) меджлисе).
2. Так как село превосходило соседние по значимости и влиянию, то оно было как бы главным, поэтому его назвали Главан.
3. Село расположено у подножия горы Сакар, на вершине которой была возведена крепость Балзена. Начальником её был человек по фамилии Главас. В честь него село названо Главан.
4. Главан — не совсем точный перевод прежнего названия села «Имуклари», что с тюркского означает «удлиненная голова»*.
В целом же название восходит к болгарской лексеме «глава» (Шабашов А. В.)
Вокруг Главан лежали целинные земли, поэтому землевладение и скотоводство стало основными отраслями хозяйства переселенцев. В течение всего XIX века и первой половины XX в. жители сами обеспечивали себя всем необходимым. Они занимались ткачеством, выделкой овчины, шкур. На ручных ткацких станках женщины ткали из шерстяной пряжи домашние грубые и полугрубые сукна.
10 апреля 1842 г. в Главанах открылась школа. По состоянию на 1846 год в ней обучалось 14 учеников. В 1878 году в школе учились 53 ученика — 48 мальчиков и 5 девочек; в 1899 — 86 мальчиков и 6 девочек.
В 1910г в селе проживал 2771 человек.
В январе 1918 г. в селе была установлена советская власть. Был сформирован Совет народных депутатов, который начал раздел церковных и свободных земель, передавая их безземельным и малоземельным крестьянам. Но наступление румынских войск прервало начавшиеся преобразования.
28 июня 1940 г. Бессарабия была присоединена к СССР, а в начале июля в Главанах была установлена советская власть. Первым председателем сельского совета был избран Сараков Николай Георгиевич. Начались социально-экономические преобразования коснувшиеся прежде всего, сельского хозяйства. Была проведена конфискация церковной земли и зажиточных крестьян. Некоторые из них вместе с семьями были выселены в Сибирь. В это же время был создан колхоз «имени 28 июня», а также МТС.
10 жителей села участвовали в Великой Отечественной войне, трое из них погибли.
Тяжелыми были 1946-47 гг.: тогда в результате голода в Главанах умерло более 370 чел.
Значительное увеличение численности населения в с. Главаны произошло с 1968 по 1992 годы.

## Современность
С 1995 года и по настоящее время образовано в селе 32 крестьянских фермерских хозяйств, в которых работает 70 человек.
На территории Главанского сельского совета за пределами села имеются следующие производственные предприятия: Главанский завод стройматериалов, ОАО «Транспорт», топливный склад, железнодорожная станция.
В 2000 году школа была переименована и называется Главанская общеобразовательная школа I—III ступеней, обучение ведется на русском языке, учащиеся изучают украинский, болгарский, английский языки.
В селе имеются 2 спортзала и стадион. Футбольная команда неоднократно была чемпионом района.
Работают ФАП, аптека, 2 библиотеки, отделение почты, детсад, рассчитанный на 75 детей.
Дом культуры рассчитан на 600 посадочных мест. Работают разные кружки: танцевальный, духовой, вокальный, эстрадный.
В центре села с 1881 года возвышается Свято-Вознесенская церковь, которая является исторической ценностью села. В 2006 году на месте СПК «Рассвет» возникли три частных сельхозпредприятия: ФХ «Топалов», ФХ «Руно агро» и Агрофирма «Главаны»

## Население и национальный состав
По данным переписи населения Украины 2001 года распределение населения по родному языку было следующим (в % от общей численности населения):
По Главанскому сельскому совету: украинский — 2,67 %; русский — 4,22 %; болгарский — 91,59 %; гагаузский — 0,16 %; молдавский — 1,20 %; румынский — 0,04 %.

## Местный совет
68434, Одесская обл., Арцизский р-н, с. Главани, ул. Школьная, 47.